# فایت جانکشن (آرکانزاس)
فایت جانکشن (به انگلیسی: Fayette Junction) یک منطقهٔ مسکونی در ایالات متحده آمریکا است که در شهرستان واشینگتن، آرکانزاس واقع شده‌است. فایت جانکشن ۳۷۸ متر بالاتر از سطح دریا واقع شده‌است.